# 黄果云杉
黄果云杉（学名：Picea likiangensis var. hirtella）是松科云杉属丽江云杉的变种。分布在中国大陆的四川、西藏等地，生长于海拔3,000米至4,000米的地区，见于川西云杉林中，目前尚未由人工引种栽培。

## 别名
黄果杉（中国裸子植物志）